# Chico Hamilton
Foreststorn "Chico" Hamilton, född 21 september 1921 i Los Angeles, Kalifornien, död 25 november 2013 på Manhattan i New York, New York, var en amerikansk jazztrummis.

## Biografi
Hamilton föddes i Los Angeles 1921 och växte upp i samma område då Central Avenues jazzkretsar började formera sig. Under 1940-talet framträdde han tillsammans med Lionel Hampton, Duke Ellington och Count Basie. Han förekom i numret March Milastaire i filmen You'll Never Get Rich (1941) då han var en del av sånggruppen som sjöng med Fred Astaire. 
I början av 1950-talet var Hamilton en av de första medlemmarna i Gerry Mulligan Quartet. I slutet av 1950-talet gick Hamilton i bräschen för en musikstil som ibland kallas chamber jazz. Han medverkade på soundtracket till Bing Crosby/Bob Hope-filmen Road to Bali och på ett antal turnéer med Lena Horne. Hamilton kan också ses i filmen Segerns sötma (1957) där han spelar sig själv mot Tony Curtis och Burt Lancaster. 
Under 1960-talet började han arbeta med nya, unga talanger, som saxofonisten Charles Lloyd och gitarristerna Gábor Szabó och Larry Coryell. Han komponerade även musik till filmer som Roman Polanskis Repulsion.
Under sin karriär har Hamilton framträtt med legendariska artister som Ella Fitzgerald, Billie Holiday och Nat King Cole.

## Diskografi
- 1955 - Chico Hamilton Trio
- 1955 - Chico Hamilton Quintet feat. Buddy Collette
- 1956 - Chico Hamilton Quintet In Hi-Fi
- 1956 - Chico Hamilton Trio (LP)
- 1957 - Chico Hamilton Quintet
- 1957 - Zen: The Music Of Fred Katz
- 1957 - South Pacific In Hi-Fi
- 1958 - Chico Hamilton Trio intro. Freddie Gambrel
- 1959 - Ellington Suite
- 1959 - With Strings Attached
- 1959 - Gongs East!
- 1959 - The Three Faces Of Chico
- 1959 - That Hamilton Man
- 1960 - Original Chico Hamilton Quintet
- 1960 - Bye Bye Birdie/Irma La Douce
- 1960 - Chico Hamilton Special
- 1962 - Drumfusion
- 1962 - Litho
- 1962 - A Different Journey
- 1962 - Passin' Thru
- 1963 - Man From Two Worlds
- 1965 - Chic Chic Chico
- 1966 - El Chico
- 1966 - The Further Adventures Of El Chico
- 1966 - The Dealer
- 1967 - The Best of Chico Hamilton
- 1968 - The Gamut
- 1969 - The Head Hunters
- 1970 - El Exigente/The Demanding One
- 1973 - The Master
- 1974 - Live At Montreux (med Albert King & Little Milton)
- 1975 - Peregrinations
- 1976 - The Players
- 1977 - Catwalk
- 1979 - Reaching For The Top
- 1980 - Nomad
- 1988 - Euphoria
- 1990 - Transfusion
- 1991 - Reunion
- 1992 - Arroyo
- 1993 - Trio!
- 1994 - My Panamanian Friend (The Music Of Eric Dolphy)
- 1994 - Dancing To A Different Drummer
- 1998 - Complete Pacific Jazz Recordings of the Chico Hamilton Quintet
- 1999 - Timely
- 2000 - Original Ellington Suite
- 2001 - Foreststorn
- 2002 - Thoughts Of...
- 2006 - Juniflip
- 2006 - Believe
- 2006 - 6th Avenue Romp
- 2006 - Heritage-
- 2006 - SoulFeast presents Chico Hamilton- The Groove Master re-Fuzed
- 2007 - Hamiltonia